# Igreja de Nossa Senhora da Guia (Várzea Grande)
A Igreja de Nossa Senhora da Guia é uma igreja católica localizada em Várzea Grande, estado brasileiro de Mato Grosso. Sua construção é um dos marcos da fundação da cidade sendo a primeira igreja edificada e dedicada a Nossa Senhora da Guia a então padroeira do povoado, sendo erguida próximo ao antigo acampamento militar que deu origem a cidade. Foi tombada em 1998 pelo patrimônio histórico artístico e cultural do município.

## História
Construída em 1892 inicialmente por Elesbão Pinto e concluída por Sebastião dos Anjos a Igreja de Nossa Senhora da Guia é um marco para a fundação da cidade, simbolo de um movimento religioso iniciado 25 anos após a fundação do então distrito de Várzea Grande, a sua construção é dedicada a Nossa Senhora da Guia a padroeira do povoado.
Em 1998 é tombada pelo  pelo patrimônio histórico artístico e cultural por meio da portaria 09/98 e publicada no Diário Oficial de 08.06.1998.
Em 2003 é iniciada uma reforma profunda na sua estrutura, sendo concluída em março de 2004.

## Festa de Nossa Senhora da Guia
A Festa de Nossa Senhora da Guia é a mais longa e popular festa religiosa de Várzea Grande. Dura cerca de um 9 meses, contando com cortejo religioso em homenagem a santa, que é considerada padroeira da cidade, segue até a Igreja de Nossa Senhora da Guia onde é realizada uma missa e o tradicional chá com bolo. Festeiros, devotos e autoridades são convidados a participar do evento, que abre oficialmente o início das atividades que seguem até o mês de maio contando com o período das visitas dos festeiros.